# Karol Pilecki
Karol Pilecki (ur. 16 listopada 1984 w Białymstoku) – polski prawnik i samorządowiec, radca prawny, w latach 2013–2014 członek zarządu województwa podlaskiego, od listopada 2018 do lutego 2019 przewodniczący sejmiku podlaskiego.

## Życiorys

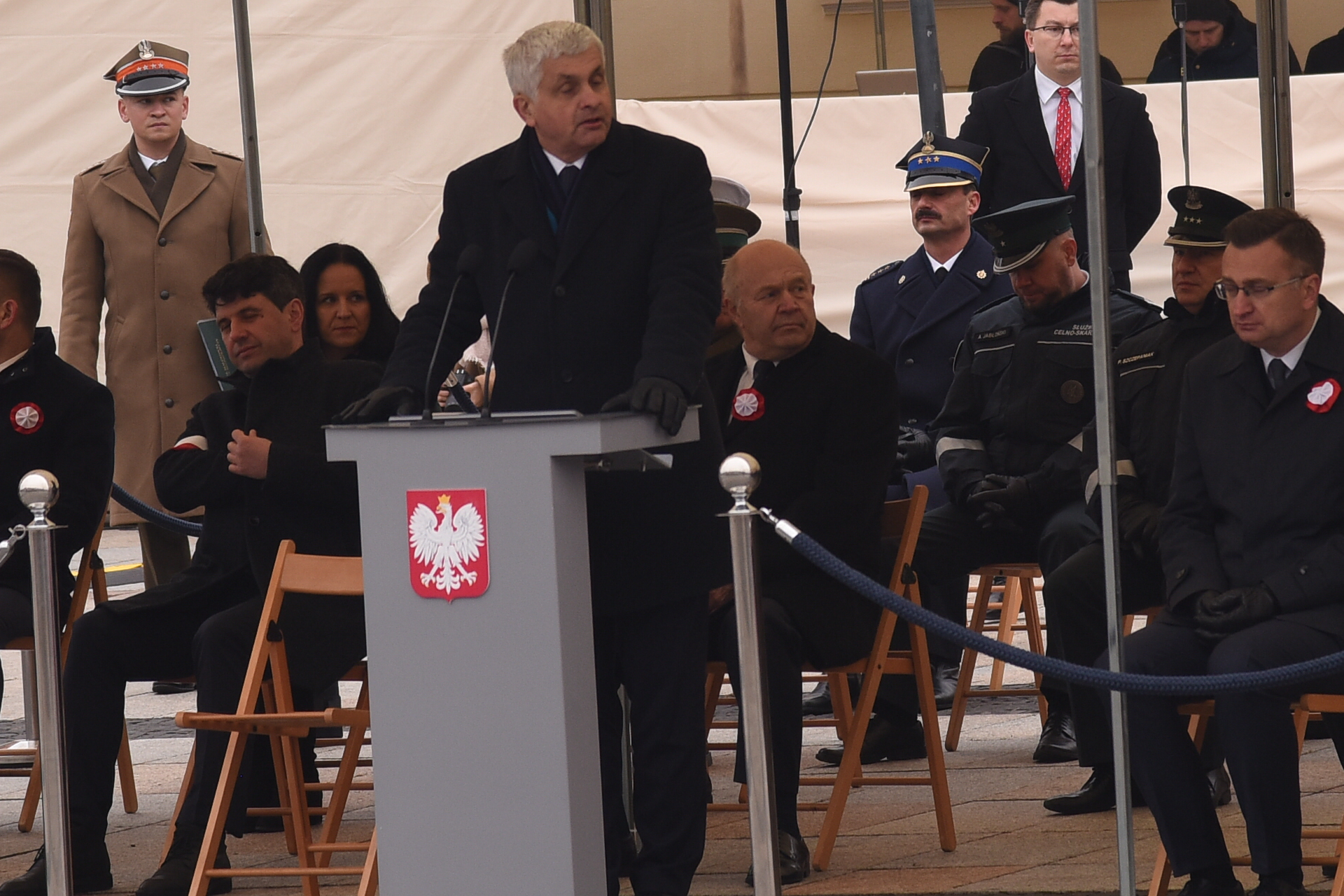
Przemówienie wojewody Bohdana Paszkowskiego; Karol Pilecki w prawym górnym rogu (2021)

W 2008 ukończył studia prawnicze na Uniwersytecie w Białymstoku. Absolwent studiów doktoranckich w Katedrze Finansów Publicznych na Wydziale Prawa Uniwersytetu w Białymstoku (2014), a także studiów podyplomowych typu MBA w języku angielskim na Wydziale Ekonomicznym UwB (2013).  W 2010 założył stowarzyszenie Klub Młodych Biznesmenów. Kierował przedsiębiorstwem zajmującym się usługami prawnymi, portalami internetowymi i montowaniem paneli słonecznych. Uzyskał uprawnienia radcy prawnego, zaczął prowadzić własną kancelarię prawną.
Zaangażował się w działalność polityczną w ramach Platformy Obywatelskiej. Stał na czele podlaskich struktur jej młodzieżówki Młodzi Demokraci, zasiadał także w zarządzie krajowym tego stowarzyszenia. W 2010, 2014, 2018 i 2024 był wybierany do sejmiku podlaskiego IV, V, VI i VII kadencji.
W wyborach parlamentarnych w 2011 kandydował do Sejmu z ostatniego miejsca listy PO w okręgu nr 24, zdobywając 3250 głosów. Od marca 2013 do grudnia 2014 zasiadał w zarządzie województwa, odpowiadając za ochronę zdrowia. W 2014 stanął na czele Koła Młodych PO w Białymstoku. W 2015 został pełnomocnikiem wojewody podlaskiego.
22 listopada 2018 został wybrany na przewodniczącego sejmiku podlaskiego (uzyskał 16 głosów, pomimo że deklarujące poparcie dla niego Koalicja Obywatelska i PSL uzyskały jedynie 14 na 30 mandatów). 18 lutego 2019 został odwołany z tej funkcji.